# روح الله نيكبا
روح الله نيكبا (بالبشتوية: روح الله نيكپا)‏ (مواليد 15 يونيو، 1987) هو لاعب تايكوندو أفغاني وفائز ببرونزتين أولمبيتين.

## المسيرة المهنية
بدأ نيكبا تدريباته في كابل، أفغانستان، عندما كان عمره عشر سنوات. وأثناء الحرب الدموية الأهلية في العاصمة، غادرت عائلته واستقرت في إحدى الملاجئ الأفغانية الكثيرة في إيران. وسرعان ما أصبح عضوًا في فريق التايكوندو الأفغاني للاجئين بعد متابعته لأفلام الفنون القتالية. عاد نيكبا إلى كابل عام 2004 وتابع تدريباته في إحدى القاعات الأولمبية الموفرة من قبل الحكومة.

في دورة الألعاب الآسيوية 2006 في الدوحة، قطر، نافس نيكباي في فئة الذبابة حيث خسر في دور الـ16 من الفائز بالميدالية الفضية في تلك البطولة.
وفي الألعاب الأولمبية الصيفية 2008، تمكّن من الفوز على بطل العالم مرتين، الإسباني خوان أنطونيو راموس، ليربح بذلك الميدالية البرونزية محرزًا أول ميدالية أولمبية في تاريخ أفغانستان. صار نيكبا بطلًا قوميًا، وعاد إلى أفغانستان في استقبال حافل بالآلاف. كما استدعاه الرئيس حامد كرزاي مباشرة ليهنئه. كما أهدي منزلًا، سيارة، والكثير من الهدايا على نفقة الحكومة. وقد قال نيكبا: «أتمنى أن يحمل ما حققت رسالة السلام لبلدي بعد 30 عامًا من الحرب».

شارك نيكبا في فئة 68 كجم في الألعاب الأولمبية الصيفية 2012 وهزم من الإيراني محمد معتمد لينهي البطولة محرزًا البرونزية بعد فوزه على البريطاني مارتن ستامبر.

## روابط خارجية
- روح الله نيكبا على موقع TaekwondoData.com (الإنجليزية)
- روح الله نيكبا على موقع اللجنة الأولمبية الدولية (الإنجليزية)
- روح الله نيكبا على موقع أوليمبيديا (الإنجليزية)